# Лігота-Ксьонженца (Опольське воєводство)
Лігота-Ксьонженца (пол. Ligota Książęca) — село в Польщі, у гміні Намислув Намисловського повіту Опольського воєводства.
Населення — 401 особа (2011).

## Демографія
Демографічна структура станом на 31 березня 2011 року:
|          | Загалом | Допрацездатний вік | Працездатний вік | Постпрацездатний вік |
| -------- | ------- | ------------------ | ---------------- | -------------------- |
| Чоловіки | 191     | 47                 | 128              | 16                   |
| Жінки    | 210     | 43                 | 127              | 40                   |
| Разом    | 401     | 90                 | 255              | 56                   |